# Pedro Cary
Pedro Miguel Fangueiro São Payo Cary ComM (Faro, Sé, 10 de maio de 1984), mais conhecido como Pedro Cary ou apenas Cary,  é um jogador português de futsal. Atualmente, joga pela equipa do Futsal do Leões de Porto Salvo, em Portugal.

## Carreira
Começou a sua carreira no futsal pela Casa do Benfica de Loulé e no JD Fontainhas, de Albufeira. Jogando na II divisão portuguesa, foi à aventura por terras espanholas, integrando o Melila FS. Após uma época, regressou a Portugal para integrar o Belenenses. Em 2010, foi contratado pelo Sporting CP.

## Títulos

### Clubes

#### Belenenses
- Taça de Portugal de Futsal (1): 2009-10

#### Sporting CP
Taça dos Campeões Europeus Uefa Futsal  (1) : 2018-2019
- Campeonato Nacional (6): 2010-11, 2012-13, 2013-14, 2015-16, 2016-17, 2017-2018
- Taça de Portugal de Futsal (5): 2010-11, 2012-13, 2015-16, 2017-2018, 2018-2019
- Supertaça (5): 2010-11, 2013-14, 2014-15,2017-2018,2018-2019
- Taça da Liga (3): 2015-16, 2016-2017,2018-2019
- Taça de Honra AF Lisboa (5): 2013-14, 2015-16, 2016-2017, 2017-2018, 2018-2019

### Seleção Portuguesa
- Campeonato Europeu de Futsal (1): 2018

A 10 de fevereiro de 2018, foi feito Comendador da Ordem do Mérito.

## Família
É filho secundogénito de Pedro Miguel São Payo Castel Branco Cary (Caldas da Rainha, 4 de agosto de 1955), engenheiro agrónomo, cujo irmão primogénito usa o título de 4.º Marquês de Sampaio, e de sua primeira mulher (divorciados a 29 de julho de 1978) Maria Paula Ricardo de Inês Fangueiro (São Tomé e Príncipe, Ilha de São Tomé, Água Grande, São Tomé, Nossa Senhora da Conceição, 8 de outubro de 1957). E irmão mais novo de Vasco Ricardo Fangueiro São Payo Cary (Faro, Sé, 2 de junho de 1981).